# Ibis (rivista)
Ibis, dell'International Journal of Avian Science, è la rivista scientifica della British Ornithologists' Union. Gli argomenti trattati comprendono l'ecologia, conservazione, comportamento, paleontologia e tassonomia degli uccelli. Il capo redattore è Paul F. Donald (Royal Society for the Protection of Birds). Il giornale è pubblicato dalla casa editrice Wiley-Blackwell in versione cartacea e online.